# Kisláng
Kisláng là một thị trấn thuộc hạt Fejér, Hungary. Thị trấn này có diện tích 53,06 km², dân số năm 2010 là 2466 người, mật độ 46 người/km².